# Chen Xi
Chen Xi är en kinesisk kommunistisk politiker på ledande nivå. Han är chef för Centrala partiskolan och var 2017-2022 ledamot i politbyrån i Kinas kommunistiska parti.
Chen gick med i Kinas kommunistiska parti 1978 och har en examen från Tsinghuauniversitetet.